# Benjamin F. Grady

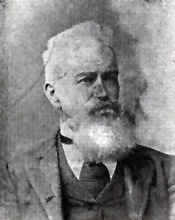
Benjamin F. Grady

Benjamin Franklin Grady (* 10. Oktober 1831 bei Sarecta, Duplin County, North Carolina; † 6. März 1914 in Clinton, North Carolina) war ein US-amerikanischer Politiker. Zwischen 1891 und 1895 vertrat er den Bundesstaat North Carolina im US-Repräsentantenhaus.

## Werdegang
Benjamin Grady besuchte sowohl private als auch öffentliche Schulen. Anschließend studierte er bis 1857 an der University of North Carolina in Chapel Hill. Zwischen 1858 und 1862 unterrichtete er am Austin College in Huntsville (Texas) Mathematik und Naturwissenschaften. Während des Bürgerkrieges diente er als Feldwebel im Heer der Konföderation. Das Kriegsende erlebte er nach einer Typhuserkrankung in einem Krankenhaus in Raleigh.
Nach dem Krieg ließ er sich in Clinton nieder. Dort und in La Grange arbeitete er wieder als Lehrer. Im Jahr 1877 kehrte er in das Duplin County zurück, wo er weiterhin als Lehrer unterrichtete und gleichzeitig in der Landwirtschaft tätig wurde. Zwischen 1881 und 1890 war Grady Schulrat im Duplin County. Von 1878 bis 1889 fungierte er dort auch als Friedensrichter. Politisch war er Mitglied der Demokratischen Partei. Bei den Kongresswahlen des Jahres 1890 wurde er im dritten Wahlbezirk von North Carolina in das US-Repräsentantenhaus in Washington, D.C. gewählt, wo er am 4. März 1891 die Nachfolge von Charles W. McClammy antrat. Nach einer Wiederwahl konnte er bis zum 3. März 1895 zwei Legislaturperioden im Kongress absolvieren.
Nach seinem Ausscheiden aus dem US-Repräsentantenhaus zog sich Grady aus der Politik zurück und lebte auf seiner Farm im Duplin County. Er unterrichtete wieder als Lehrer und verfasste im Jahr 1899 eine Schrift, in der er aus verfassungsrechtlichen Gründen die Sezession im Jahr 1861 verteidigte. Benjamin Grady starb am 6. März 1914 in Clinton.